# Tegenaria forestieroi
Tegenaria forestieroi är en spindelart som beskrevs av Brignoli 1978. Tegenaria forestieroi ingår i släktet husspindlar, och familjen trattspindlar.
Artens utbredningsområde är Turkiet. Inga underarter finns listade i Catalogue of Life.